# Santa Eugènia de Nerellà

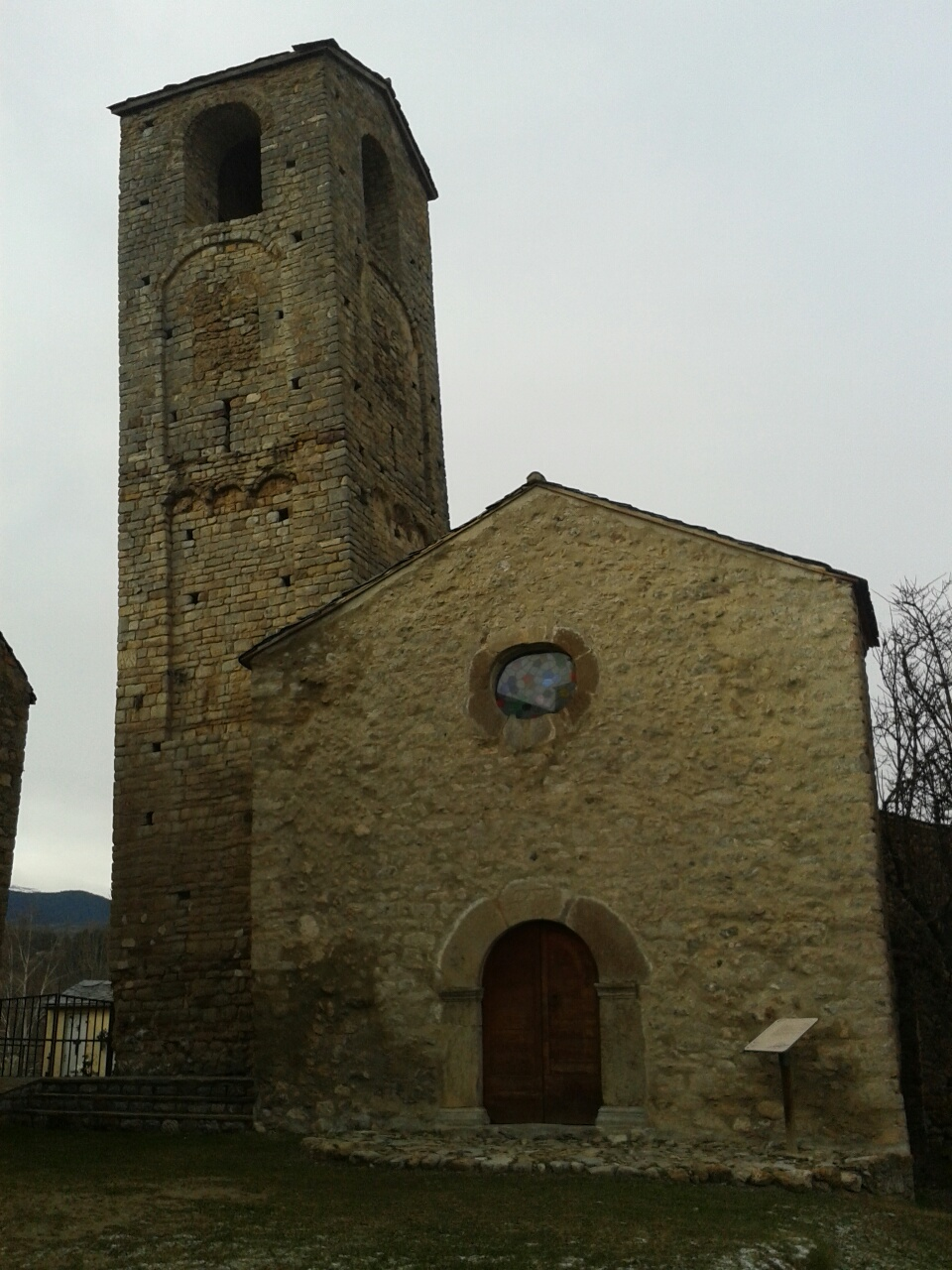
Església de Santa Eugènia

Santa Eugènia de Nerellà és una entitat de població del municipi de Bellver de Cerdanya, a la comarca de la Cerdanya, dins la vegueria de l'Alt Pirineu (Catalunya).

## Història
El lloc de Nerellà s'esmenta a l'Acta de consagració de la Catedral de la Seu d'Urgell l'any 839. I la seva església hi surt citada per primer cop l'any 1003 com a Sancta Eugenia qui est in Neriniano.
L'origen del nom Nerellà estaria lligat al gentilici romà "Nerellianos", que s'associaria a un "fundus". El poble de Nerellà (del llatí Nerinianus) va passar a ser conegut amb el nom de Santa Eugènia als voltants del segle xiv.

### El nom
El topònim prové de la Neriniano de la documentació del S. IX. Meyer-Lubke (1923) i en destaca el seu origen clàssic, el qual s'hauria de cercar en un antropònim Nerinius, inexistent al món romà. Coromines el considerà derivat del nom propi Nerius i aquest també és el nom d'un déu romà. Podria tenir l'origen en el nom de la nimfa Nerea, millor documentada en aquest context. Per això, la seva església (Santa Eugènia) podria estar relacionada amb personatges femenins.

## Cases tradicionals
D'entre les cases tradicionals que hi ha al nucli cal ressaltar la masia de Cal Manxot. Posicionada a mig camí de Sant Martí dels Castells i Santa Eugènia de Nerellà està catalogada a l'Inventari del Patrimoni Arquitectònic de Catalunya. El mas de Cal Manxot es un conjunt d'edificacions constituït per l'habitatge i la resta de dependències dedicades als serveis agrícoles i ramaders. L'edifici principal és una àmplia torre quadrangular, en el centre del conjunt de planta baixa i tres pisos, adossades al qual es troben les altres dependències. Conté la capella de la Mare de Déu del Roser i es troba en ruïnes, de la que només resten dues parets i el petit campanar d'espadanya.[1][2]

## Pobles germans
Olià, Nas i Santa Eugènia de Nerellà, eren i són pobles germans, Santa Eugènia té una església i un cementiri i Olià tenia un col·legi anomenat l'estudi. Aquests tres pobles germans celebren conjuntament la seva festa major el tercer diumenge d'octubre.
| Pobles Germans           |
| ------------------------ |
| Nas                      |
| Olià                     |
| Santa Eugènia de Nerellà |

## Demografia
El poble de Santa Eugènia de Nerellà, l'any 2018, tenia 10 habitants.
- any 2015: 12 habitants
- any 2018: 10 habitants

## Església
L'església de Santa Eugènia de Nerellà és el principal atractiu turístic del poble. Està datada del S.XI i apareix citada a l'ACCU als S.IX-xx (Neriniano). Formava part del pagus Tollonensis.
De l'antiga construcció només es conserva el campanar de quatre cossos separats per frissos amb arcuacions cegues d'estil llombard. El campanar de quatre nivells té divuit metres d'alçària. La inclinació del campanar obligà a una consolidació urgent. Té el sobrenom de "Torre de Pisa de la Cerdanya". El desplom és d'aproximadament 1'25 m. Declarada Monument Històric Artístic Nacional (MHAN) el 1984.

## Persones il·lustres
- Salvador Capdevila Serra (Santa Eugènia, 1895 — 1935), fou poeta. Hi té dedicat un carrer al poble. La seva obra més rellevant fou Terres Cerdanes, en la qual, parla sobre la seva terra i va menció els pobles de Bor, Pi, Pedra, Talló, etc i, òbviament, el seu poble de Santa Eugènia.[6][7]